# Herderkirche
La chiesa dei Santi Pietro e Paolo, comunemente nota come Herderkirche (letteralmente "chiesa di Herder", dal nome del poeta Johann Gottfried Herder che ne fu parroco dal 1778 al 1803), oppure come Stadtkirche ("chiesa della città"), è la chiesa principale della città tedesca di Weimar.
Essa è parte del patrimonio dell'umanità UNESCO denominato "Weimar classica".

## Storia
Fondata intorno al 1250, si presenta oggi nello stile tardogotico assunto durante la ricostruzione del 1432-1500.
Nel 1745 venne trasformata in stile barocco.
La chiesa fu fortemente danneggiata nel 1945 dai bombardamenti; la ricostruzione si concluse nel 1953.

## Caratteristiche

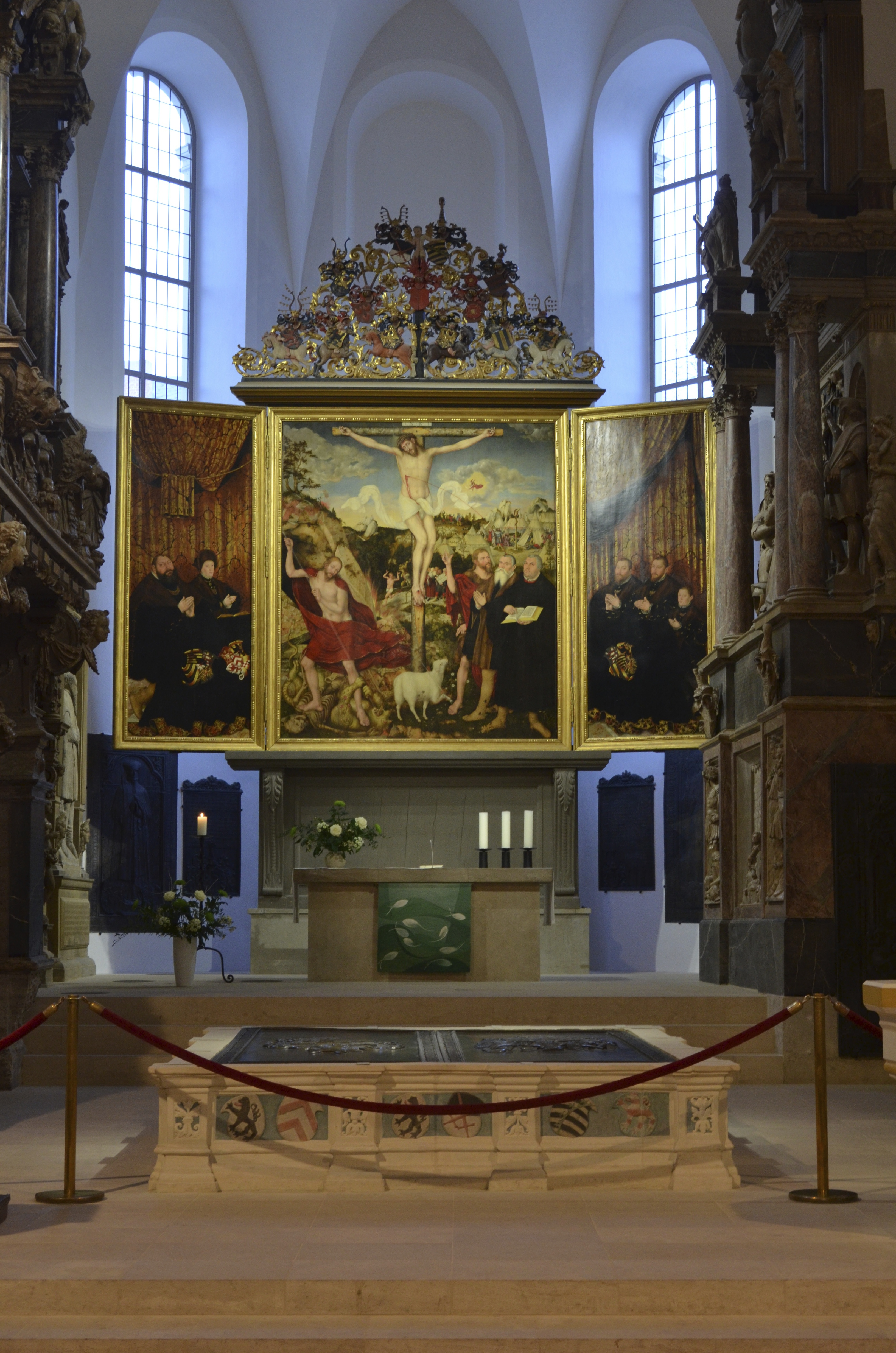
L'altare

Si tratta di una chiesa a pianta basilicale a tre navate, con facciata posta sul lato occidentale e coro poligonale sul lato orientale.
Al centro della facciata si erge una torre sormontata da una guglia.
All'interno si conserva un altare, opera di Lucas Cranach e figlio, risalente al 1552-55.